# Maurice Scarr
Maurice Scarr   (27 de setembre de 1914 - 25 de març de 2005) va ser un atleta britànic, especialista en curses de velocitat, que va competir durant la dècada de 1930.
En el seu palmarès destaca una medalla de bronze en els 4x100 metres del Campionat d'Europa d'atletisme de 1938. Formà equip amb Arthur Sweeney, Godfrey Brown i Ernest Page. També guanyà una medalla de bronze als International University Games de 1935.
Es va graduar al Queens' College de la Universitat de Cambridge el 1936 i posteriorment va treballar en una escola de Manchester. Durant la Segona Guerra Mundial va gestionar la fàbrica d'explosius d'Aycliffe. Pels seus actes va rebre la Medalla de Jordi. Després de la guerra va tornar a la docència.